# Vicenza (província)
A província de Vicenza é uma província italiana da região do Veneto com cerca de 844 111 habitantes, densidade de 305.3 hab/km². Está dividida em 121 comunas, sendo a capital Vicenza.
Faz fronteira a norte e a oeste com a região do Trentino-Alto Ádige (província de Trento), a este com a província de Belluno, província de Treviso e província de Pádua, e a oeste com a província de Verona.
O presidente da província de Vicenza é Manuela Dal lago.